# 額面証書発行会社
額面証書発行会社（がくめんしょうしょはっこうがいしゃ、face-amount certificate company、FAC）とは、1940年の米国投資会社法で定義された投資証書を発行する投資会社である。一般的に、これらの会社は、将来のある時点で固定金額を支払うことを発行者に義務付ける固定金利の債務証券を発行する。通常、分割払い方式で販売される。
額面証書（FAC）とは、投資家と発行者の間で交わされる契約であり、発行者は将来の特定の期日に投資家に対して定められた額面金額の支払いを保証する。この将来の支払いと引き換えに、投資家は発行者に定められた金額を一括または定期的に分割して支払うことに同意する。投資家が証書の額面金額を一括で支払う場合、その投資は全額支払済みの額面金額証書と呼ばれる。
これらの投資証書の発行者は額面証書発行会社である。税法の変更により税制上の優遇措置が廃止されたため、現在、額面証書発行会社はほとんど存在していない。現在、額面証書発行事業で最も注目すべき金融サービス会社は、アメリプライズ・ファイナンシャルとSBMファイナンシャル・グループである。
FACのほか、1940年の投資会社法の適用範囲に含まれる企業形態としては、単位投資信託および運用会社がある。